# Черешня (картина Моисеенко)
«Черешня» — картина советского живописца, народного художника СССР Евсея Евсеевича Моисеенко, написанная в 1969 году.

## История создания
Написанное в 1969 году полотно «Черешня» стало своеобразным философским эссе о добре и зле на войне и одним из самых известных его произведений. 23 апреля 1974 постановлением ЦК КПСС и Совета Министров СССР «О присуждении Ленинских премий в области литературы, искусства и архитектуры 1974 года» году художнику присуждена Ленинская премия за цикл картин «Годы боевые» («Красные пришли» (1964), «Товарищи» (1964), «Черешня», «Победа» (1972)). В картине «Черешня» Моисеенко возвращается к теме гражданской войны (до этого были созданы полотна «Первая конная» (1957), «Красные пришли» (1961), «Сын» (1969) и др. Эскизы к картине Моисеенко начал выполнять с 1967 года. Художник написал несколько вариантов картины. Над окончательным — работал ровно год. Впервые полотно было представлено в Москве на крупнейшей выставке «Изобразительное искусство Ленинграда» в 1976 году. Находится в собрании Государственного Русского музея (поступила в 1976 г. из СХ СССР).

## Сюжет. Художественные особенности
Для своего сюжета художник выбирает самый мирный, даже идиллический, на первый взгляд, эпизод. Бойцы словно забыли о всегда близкой смерти. В их руках не шашки, а спелые ягоды черешни. Художник разместил главных героев на вершине холма и разделил композицию на отдельные сцены с определённым содержанием так искусно, что совершенно не ощущается переход от внешнего описания к лирическому размышлению. В круговом расположении их фигур безмолвная связь, круг дружбы. Они ещё совсем молоды, старшему не больше двадцати, но в их лицах мы видим твёрдость и мужество. Передний и задний план поставлены в различные временные ситуации. В сжатом пространстве дальнего плана виднеется мирная жизнь городов и сёл, она принадлежит времени мечтательных помыслов бойцов. Сам автор объяснял свой замысел:

«Тишина. Пауза. Может, в полдень там, за холмом, они полягут в эту ласковую траву… Это мечтатели с чистой душой и великой идеей»  